# Вакарчук, Иван Александрович
Ива́н Алекса́ндрович Вакарчу́к (укр. Іван Олександрович Вакарчук; 6 марта 1947, Братушаны, Молдавская ССР — 4 апреля 2020, Львов) — советский и украинский учёный-физик, ректор Львовского национального университета имени Ивана Франко в 1990—2007 и в 2010—2013, министр образования и науки Украины (2007—2010). Герой Украины (2007).
Доктор физико-математических наук, профессор, заведующий кафедрой теоретической физики, член Совета по вопросам науки и научно-технической политики при Президенте Украины, член президиума Национального совета Конгресса украинской интеллигенции. Сторонник болонской системы образования и системы тестирования знаний абитуриентов вместо традиционных вступительных экзаменов.

## Биография
Родился 6 марта 1947 года в украинской семье в селе Братушаны (Старые Братушаны) Молдавской ССР.
- 1965—1970 — обучение на физическом факультете Львовского государственного университета им. И. Франко.
- 1970 — вступил в КПСС.
- 1970—1973 — обучение в аспирантуре Львовского отдела статистической теории конденсированного состояния Института теоретической физики АН УССР.
- 1973—1978 — младший научный сотрудник Львовского отдела Института теоретической физики АН УССР.
- 5 февраля 1974 — защитил кандидатскую диссертацию «Применение метода смещений и коллективных сменных к исследованию системы взаимодействующих бозе-частиц около абсолютного нуля» (Институт теоретической физики Академии наук УССР).
- 1978—1980 — старший научный сотрудник Львовского отдела Института теоретической физики АН УССР.
- 5 июня 1980 — защитил докторскую диссертацию «Микроскопическая теория конденсата Бозе-Эйнштейна» (Институт теоретической физики АН УССР).
- 1980—1984 — руководил подотделом квантовой статистики во Львовском отделе статистической теории конденсированного состояния Института теоретической физики АН УССР. Парторг университета, член КПСС.
- 1984 — профессор кафедры теоретической физики Львовского государственного университета им. И. Франко.
- 1990 — избран депутатом Верховного Совета СССР, член Комитета ВС СССР по науке, входил в состав Межрегиональной депутатской группы.
- 13 ноября 1990 — избран ректором Львовского государственного университета им. И.Франко (снова переизбранный на эту должность 2001 года).
- 1991 — избран президентом Малой академии наук Львовщины.
- 1996 — избран главой Рады ректоров Львовщины.
- С 1996 года — главный редактор и основатель исключительно англоязычных «Журнала физических исследований» (Львов) и журнала «Мир физики» (Лондон).
- С 2001 года — президент общественной организации «Украинское физическое общество».
- 18 декабря 2007 — 11 марта 2010 — министр образования и науки Украины, пост министра был принят по квоте Нашей Украины — Народной самообороны.

Умер 4 апреля 2020 года во Львове, похоронен на Лычаковском кладбище.

## Семья
- Жена — Светлана Александровна (род. 2 июня 1947) — была преподавателем физики, доцент Львовской национальной академии ветеринарной медицины им. С. Гжицкого, увлекается живописью[5].
  - Сын Святослав (род. 14 мая 1975) — музыкант, лидер рок-группы «Океан Эльзы».
    - Внук Иван (род. 2021)[6].

  - Сын Олег (род. 18 июня 1980) — банковский работник.
    - Внучка Мария (род. 2005)[7].

## Награды и звания
- Герой Украины (с вручением Ордена Державы, 05.03.2007 — за выдающиеся личные заслуги в развитии отечественного образования и науки, многолетнюю плодотворную научно-педагогическую деятельность, весомый вклад в утверждение независимого Украинского государства)[8].
- Награждён Почётным знаком отличия президента Украины (1996)[9] и орденом «За заслуги» II степени (16 февраля 2005)[10].
- Офицер ордена Заслуг перед Республикой Польша (28 ноября 2005, Польша)[11].
- Награждён Грамотой Президиума АН УССР (1977, 1981).
- Награждён значком «Отличник народного образования УССР» (1983).
- Награждён Почётной грамотой Президента Украины (1996).
- Лауреат Государственной премии Украины в области науки и техники (2000)[12].